# Begga
Den heliga Begga (även Begue, Begge), född 615, död 17 december 693, är ett frankiskt helgon.

## Biografi
Hon var dotter till Pippin av Landen, borgmästare i palatset i Austrasien, och hans hustru Itta. Hon gifte sig med Ansegisel, son till Arnulf, biskop i Metz och fick tre barn: Pippin av Herstal, Martin av Leon och Chrothildis av Herstal, gift med Theoderik III.
Vid makens Ansegisels död blev hon nunna, grundade sju församlingar och byggde ett kloster i Andenne vid floden Meuse (Andenne sur Meuse) där hon tillbringade resten av sina dagar som abbedissa. Hon begravdes i kyrkan Collégiale Sainte-Begge i Andenne. Vissa menar[källa behövs] att den beginerrörelse som uppstod på 1100-talet grundades av St Begga och kyrkan i beginergården i Lier i Belgien har en staty av den heliga Begga där inskriptionen säger: "St Begga, vår grundarinna".
Beginergården i Lier har anor från 1200-talet. Men det är nog sannolikare att beginerna fick sitt namn från prästen Lambert le Bègue, under vars beskydd vittnet och ministeriet för beginerna blomstrade.
Hennes minne som helgon firas den 6 september och 17 december.